# Второе Отделение (Пензенский район)
 Второе Отделение  — населенный пункт Пензенского района Пензенской области. Входит в состав Оленевского сельсовета.

## География
Находится в центральной части Пензенской области на расстоянии приблизительно 21 км по прямой на север-северо-запад от районного центра села Кондоль.

## История
Основан как центральная усадьба совхоза «Коминтерн», затем «Слава Труду», после стал отделением совхоза «Оленевский». В 2004 году — 177 хозяйств.

## Население
| 1939 | 1959 | 1979 | 1989 | 1996 | 2002 | 2010 |
| ---- | ---- | ---- | ---- | ---- | ---- | ---- |
| 352  | ↗426 | ↗429 | ↘427 | ↗576 | ↘476 | ↘471 |